# Кленси Вигам
Полицијски шеф Кленси Вигам (енгл. Police Chief Clancy Wiggum) је измишљени лик у анимираној ТВ серији Симпсонови. Глас му је позајмио Ханк Азарија. Он је супруг Саре Вигам и отац Ралфа Вигама.